# Rema (Bukit Tusam)
Rema is een bestuurslaag in het regentschap Aceh Tenggara van de provincie Atjeh, Indonesië. Rema telt 539 inwoners (volkstelling 2010).